# Guerra turco-veneziana (1463-1479)
La guerra turco-veneziana del 1463-1479 o prima guerra turco-veneziana è un conflitto combattuto tra l'Impero ottomano e la Repubblica di Venezia per il predominio nel Mediterraneo orientale e conclusosi con la conquista turca dell'Eubea, di parte della Morea e dell'Albania veneta, compensate dall'acquisto veneziano del Regno di Cipro.

## Antefatto
La caduta di Costantinopoli nel 1453 aveva mostrato per la prima volta la vera potenza navale, oltreché terrestre, del nuovo Impero ottomano. Venezia, sebbene sino all'ultimo alleata con il morente Impero Romano d'Oriente, dopo la caduta dell'antica capitale imperiale si affrettò a mostrarsi condiscendente coi nuovi padroni delle vie d'Oriente. Il 18 aprile 1454 l'ambasciatore Bartolomeo Marcello sottoscrisse infatti con il sultano Maometto II un trattato di reciproco riconoscimento.
Nonostante le apparenze si trattò però di fatto di una tregua fragile, costantemente minacciata da piccole violazioni che potevano, in qualunque momento, essere sfruttate dai Turchi per scatenare un conflitto. La stessa Venezia dal canto suo, dichiarava apertamente per bocca dei propri rappresentanti, in un concilio tenutosi a Mantova nel 1460, che l'accordo era stato costituito per necessità di difesa degli interessi in Oriente, ma che, qualora si fosse creata contro il Gran Turco una lega cristiana, Venezia sarebbe stata disponibile a parteciparvi.
Di fronte al crescente espansionismo turco, che, dopo Costantinopoli aveva in pochi anni divorato l'Impero di Trebisonda, il Despotato di Morea e il Despotato d'Epiro, nel 1463, il nuovo doge, Cristoforo Moro, invocava apertamente dal papa una crociata che allontanasse il pericolo dai possedimenti di Venezia. Nello stesso anno, frattanto, essendo stata occupata anche l'isola di Lesbo, il signore di Arta, la città di Napoli di Malvasia e il bano di Croazia, minacciati anch'essi dai Turchi, si erano posti sotto la protezione di Venezia.

### Ilcasus belli
Il pretesto per la guerra venne individuato nella fuga (1462), nella colonia di Corone, di uno schiavo musulmano di origini albanesi, già proprietà di Turahanoğlu Omar Bey, che aveva cercato rifugio nella casa del nobile veneziano Giacomo Vallaresso. Il rifiuto di questi alla restituzione, giustificata con la conversione al Cristianesimo dell'uomo (reo di aver sottratto al suo padrone 100 000 akçe finite nelle tasche dei veneziani secondo Michele Critoboulos), sollevò le proteste dei Turchi e diede adito alla reazione del sultano. Omar Bey strappò Lepanto ai veneziani nel novembre del '62, dopodiché Isa Bey mosse dalla Morea alla conquista del castello di Argo (3 aprile 1463). A riprendere la città venne inviato lo stesso Giacomo Vallaresso, che però, stando alle cronache, disertò consegnandosi al nemico: restituito più tardi in uno scambio di prigionieri, venne condotto a Venezia, dove fu processato, condannato e giustiziato per decapitazione.

## Il conflitto

### La guerra in Morea
La Serenissima si alleò con Mattia Corvino, re d'Ungheria, e inviò rinforzi in Grecia, al comando del Capitano Generale da Mar Alvise Loredan: Argo venne ripresa e si fortificò l'istmo di Corinto, nel quale venne restaurato il muro dell'examilion, distrutto diciassette anni prima da Murad II. Il fallito assalto a Corinto e la morte di Bertoldo d'Este, comandante delle forze terrestri, costrinse i Veneziani ad abbandonare l'istmo. Il pashà Daud riprese quindi Argo e investì Napoli di Romania, che resistette, difesa da cinquemila italiani. I turchi occuparono però ugualmente la Morea.
Lasciato il comando il Loredan, il 28 febbraio 1464, il nuovo comandante Orsato Giustinian mise a saccheggio Mitilene, ma la morte coglieva l'11 luglio il vecchio Giustinian, facendogli succedere come capitano generale Giacomo Loredan.
In Europa, intanto, Venezia era riuscita a stipulare una lega con il Papa e il duca borgognone Filippo III il Buono e i consiglieri ordinavano al Doge di prendere parte alla guerra, affiancandogli in comando il duca di Candia Lorenzo Moro: il 12 agosto la flotta di ventiquattro galee giunse ad Ancona per congiungersi con le otto galee pontificie e lo stesso papa. La morte di papa Pio II, il 15 agosto, però, annullò la spedizione.
Nuovo papa venne nominato, poco dopo, il veneziano Paolo II. Mentre tutti questi fatti accadevano, la flotta veneziana forzava i Dardanelli, in sfida ai Turchi.

### La sfiorata guerra a Rodi
Mentre in Oriente infuriava la guerra, tre galee veneziane cariche di merci e soprattutto di un gran numero di mori vennero spinte da una burrasca a riparare nel porto di Rodi. Gli abitanti, alla vista dei Mori assalirono le navi e le saccheggiarono. Venezia ordinò quindi al capitano generale Loredan di pretendere l'immediata restituzione dei beni al Gran Maestro dell'Ordine ospitaliero, che possedeva l'isola. L'ammiraglio, presentatosi in forze davanti all'isola, rivolse il seguente messaggio a Pietro Raimondo Zacosta, gran maestro di Rodi:
(da Samuele Romanin Storia documentata di Venezia)
Il risarcimento dei danni e la restituzione di beni e prigionieri evitarono lo scoppio di un ulteriore conflitto.

### La guerra in Istria, in Friuli e nell'Egeo
Il successore del Lorendan, Vettor Cappello conquistò Modone, Imbro, Taso, Samotracia e, per un breve periodo, la stessa Atene.
I Turchi di Maometto II, dal canto loro, si mostrano per la prima volta in Istria ed entrano in Friuli attaccando la Serenissima da nord.

### La guerra nell'Albania Veneta
Al contempo in Albania le lusinghe dei Veneziani e del Papa spinsero il principe Scandenberg a riprendere la guerra con i Turchi. Dopo aver resistito ben 4 assedi la fortezza di Kruja (Croia) difesa dalle forze veneziane comandate da Nicolò Moneta e Baldassarre Perducci viene conquistata dagli Ottomani. I sopravvissuti nonostante le promesse di poter rientrare a Venezia in caso di resa vengono poi tutti uccisi dai soldati Turchi.
Il Principe Albanese Giorgio Castriota Scanderbeg fido alleato della Serenissima muore di febbre tra il terzo e quarto assalto.
Conquistata Kruja le truppe ottomane in netta superiorità numerica attaccarono la fortezza di Scutari nel 1474 e nel 1478. In entrambi i casi furono sconfitti. Nonostante questo però con il trattato di pace la Serenissima fu obbligata a cedere la città consentendo ai Turchi uno sbocco sull'Adriatico.
Da Scutari gli ottomani partiranno per compiere il Massacro di Otranto.

### La conquista di Negroponte
Nel 1470 le insistenti notizie sull'apprestamento di una poderosa flotta turca d'invasione si rivelarono esatte: trecento vele mossero alla volta dell'isola di Eubea, ricca colonia di Venezia.
Il capitano generale Antonio da Canal abbandonò in fretta Negroponte, per cercare soccorso a Candia, mentre nell'isola veniva inviato il provveditore Lodovico Calbo. Addirittura il Papa pubblicò una bolla pontificia per concedere l'indulgenza plenaria a tutti coloro che avessero combattuto contro i Turchi o avessero pagato il mantenimento di truppe, mentre il 9 giugno la flotta veneziana, forte di quasi sessanta galee si era mossa in soccorso dell'isola, giungendo a Sciato per attendere ulteriori rinforzi.
Dal campo turco, però, il 14 giugno il sultano in persona giunse ad assediare Negroponte, entrando con la flotta nel canale Euripe che separava l'isola dalla Grecia. La capitale venne raggiunta realizzando un ponte di barche collegato al continente, completato il 20 giugno, quando il Sultano lo attraversò con metà delle sue forze. Il 5 luglio venne dato il primo assalto, respinto. L'8 luglio un nuovo attacco turco, ma i veneziani, scoperto il tradimento del connestabile Tommaso Schiavo, attirarono il nemico in un tranello, respingendolo nuovamente. Mentre le membra squartate dello Schiavo venivano catapultate come monito nel campo turco. Lo stesso giorno la flotta di Venezia entrò nel canale di Negroponte, ma non tagliarono il ponte di barche, preferendo attendere l'arrivo di rinforzi.
Il 12 luglio, così, la città venne perduta, durante l'ennesimo assalto nemico, proprio mentre giungevano le sospirate galee di rinforzo: la popolazione venne sterminata e il bailo Marco Erizzo segato a metà, per prestar fede alla promessa fattagli dal Sultano di avere salvo il collo.
Poco tempo dopo i Veneziani tentarono di riprendere la città, ma senza successo. Nuovo capitano generale venne nominato Pietro Mocenigo, che raggiunse la flotta in Eubea assieme alla commissione d'inchiesta istruita dal Senato veneziano con l'incarico di vagliare l'operato del Da Canal: arrestato, venne inviato a Venezia e imprigionato, poi, dopo il processo, passò il resto della vita al confino in Portogruaro.
Nel 1472 i veneziani attaccarono e saccheggiarono Satalia, città della Panfilia, seguita da Smirne, che dopo essere stata saccheggiata una prima volta, dopo che venne respinto l'esercito turco giunto in soccorso, venne saccheggiata una seconda volta. Al contempo, le trattative instaurate dal viaggiatore Caterino Zeno, avevano spinto il principe Uzun Hasan dei Turcomanni Ak Koyunlu, emiro di Diyarbakır e Sultano di Mesopotamia, a muovere guerra il 30 maggio a Maometto II.

### L'acquisizione di Cipro
Nel 1474 la flotta di Pietro Mocenigo entrò a Famagosta, capitale del Regno di Cipro, per ripristinare sul trono la regina vedova Caterina Corner, deposta dalla propria nobiltà, affiancandole due consiglieri ed un governatore veneziani.
Il 6 gennaio 1475 iniziarono le trattative di pace con la Sublime Porta, ma risultarono inconcludenti. Nel 1477 Lepanto resistette strenuamente all'assalto dei Turchi, che intanto, però, entrano con scorrerie nel Friuli, fino al Tagliamento e all'Isonzo.
Nel 1478 Maometto II bombardò Scutari e Croia, che soccombette. Nel 1479, poi, fu la volta delle Cicladi e dell'intera isola di Eubea.

## Epilogo
Il 25 gennaio 1479 il Doge Giovanni Mocenigo siglò la pace con il Trattato di Costantinopoli. Venezia, costretta a rinunciare ai possedimenti occupati, acconsentì al pagamento di 10 000 ducati annui per garantire la libera circolazione dei suoi commerci nell'Impero Ottomano.